# Cavo Napoleonico
Il Cavo Napoleonico o Scolmatore del Reno è un canale artificiale multifunzione della pianura emiliana che collega i fiumi Reno e Po.

## Caratteristiche
È lungo 18 km, parte dal Reno a Sant'Agostino ed arriva nel Po presso Salvatonica, poco a valle della confluenza del Panaro. La sua sezione generalmente trapezoidale è in grado di far defluire anche 1.000 m³ di acqua al secondo. Essendo caratterizzato da un ampio alveo quasi orizzontale consente, nella maggior parte del suo corso, il deflusso idrico sia dal Po al Reno sia viceversa.

## Funzione idraulica del canale

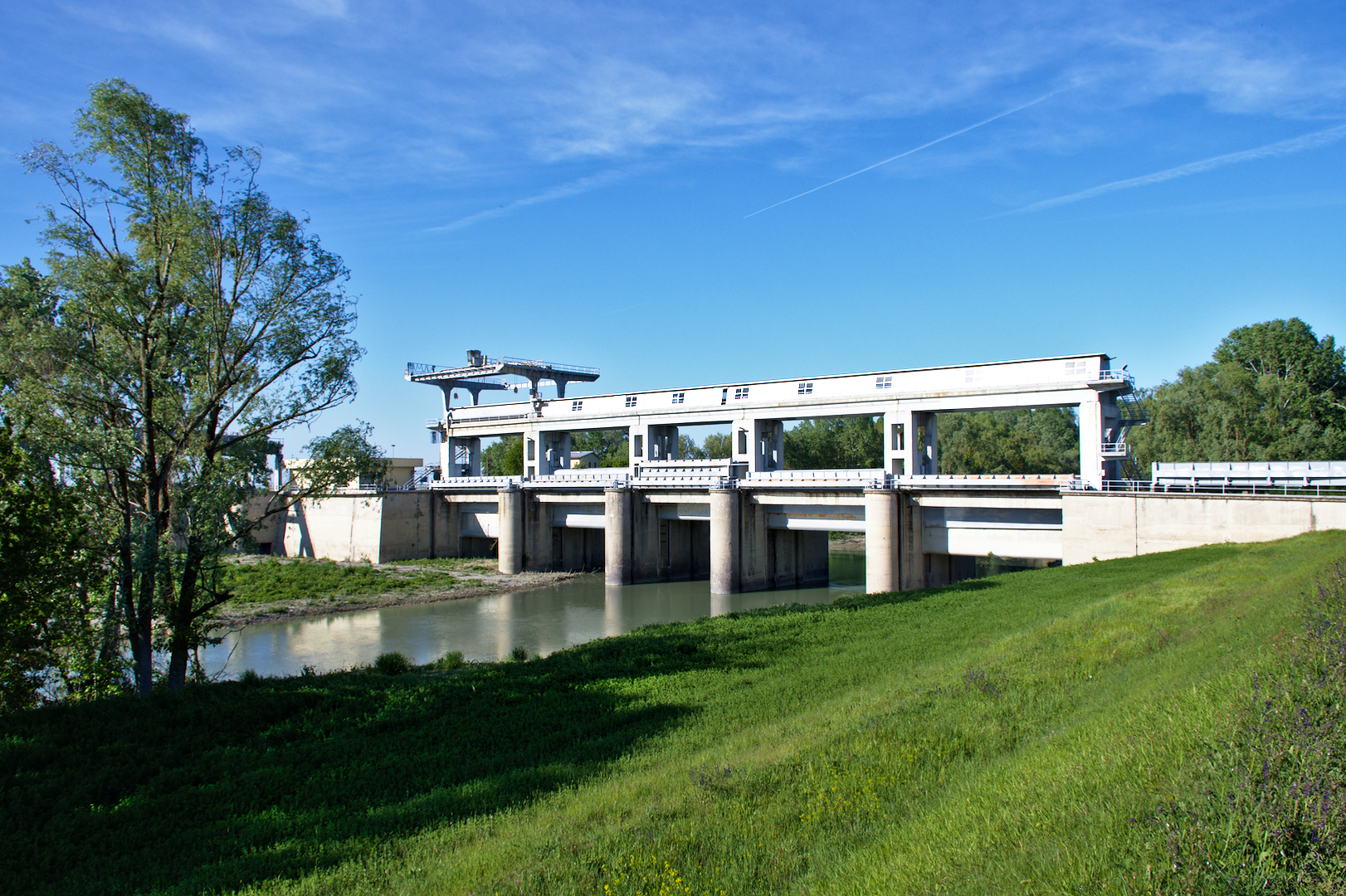
Lo sbarramento sul fiume Reno da cui ha origine il Cavo Napoleonico.

La principale funzione del cavo Napoleonico è di scolmatore del Reno. Tale funzionalità è sfruttata solo occasionalmente, in concomitanza con le maggiori piene del fiume Reno. Il cavo Napoleonico funziona propriamente come scolmatore quando il Po non è in piena al contempo con il Reno, mantenendo un battente idrico inferiore. La stessa sezione del cavo fornisce una sorta di bacino che assume la funzione di cassa di colmata, potendo contenere svariate decine di milioni di metri cubi d'acqua. Il funzionamento avviene azionando un duplice sistema di paratie poste alla partenza dal Reno, consentendo di regolare con buona precisione le portate da scolmare; normalmente è sufficiente "alleggerire" il Reno di 500–600 m³/s per garantire una certa tranquillità a valle: è statisticamente improbabile che tutti gli affluenti a valle (Idice, Sillaro, Santerno e Senio, ma anche canale Navile e canale di Savena), siano contemporaneamente al colmo di piena.

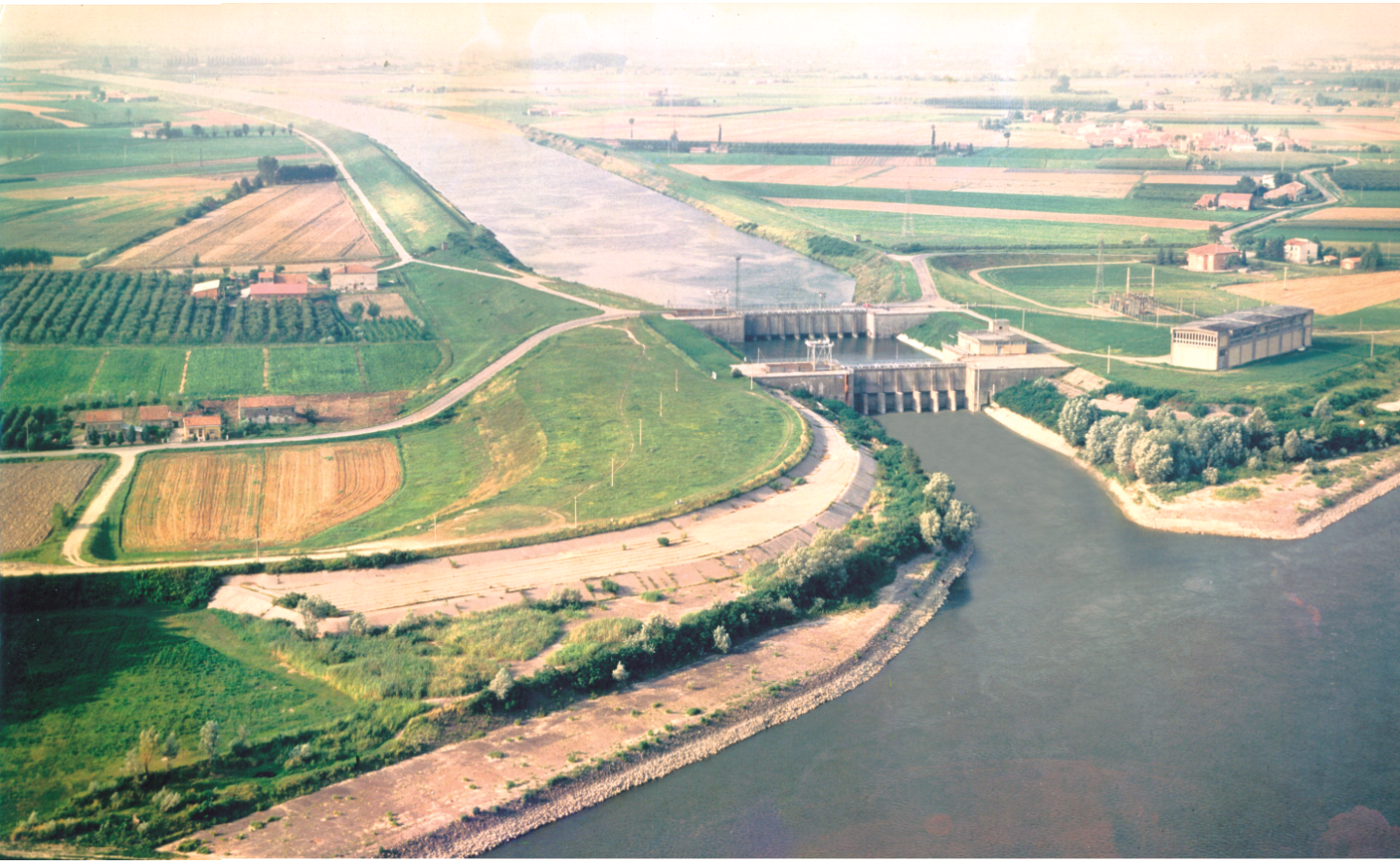
Veduta dall'alto dell'immissione del Cavo Napoleonico nel fiume Po

La funzione secondaria, sfruttata nella stagione secca, è quella di alimentare il Canale Emiliano Romagnolo (C.E.R.) per l'irrigazione agricola, quando tutti i corsi d'acqua romagnoli hanno portate insufficienti ai fabbisogni estivi, e per usi extra-agricoli, quali la realizzazione dell'impianto di potabilizzazione " NIP2" di Ravenna, località Fosso Ghiaia . In questa funzione, le portate in alimentazione del C.E.R. sono dell'ordine di qualche decina di metri cubi al secondo. Tale funzione è implementata con un analogo sistema di paratie coadiuvato da un sistema di pompaggio dell'acqua dal Po.

## Storia

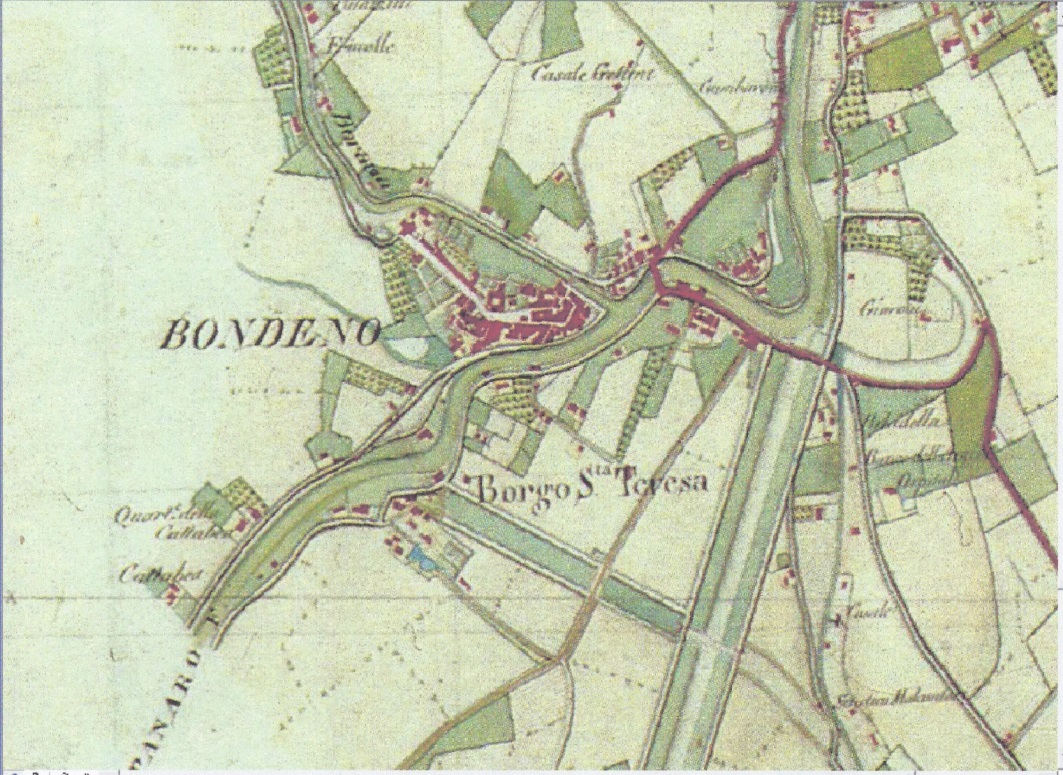
Interessante documento di epoca napoleonica, raffigurante l'idea di scolmare le acque del Reno nel Po attraverso l'immissione nel fiume Panaro

Come concezione di scolmatore delle grandi piene del Reno, il canale nasce nel 1807, sotto il dominio di Napoleone Bonaparte, al quale i bolognesi avevano chiesto di provvedere definitivamente alla sistemazione idraulica del fiume Reno. Napoleone rimise la soluzione del problema al suo fidato Gaspard  de Prony, il quale dispose di unire il fiume Reno al fiume Po. Storicamente, le piene del Reno causarono gravissime esondazioni nella pianura, anche dopo la realizzazione del Cavo Benedettino che ne aveva addotto le acque nell'antico alveo del Po di Primaro per poi sfociare in mare tra le localita'di Lido di Spina e  Casalborsetti.
Gli scavi iniziarono in località Sant'Agostino, dove il Reno piega bruscamente verso est, con lo scopo di indirizzare le acque del Reno nel Panaro e poi nel Po, ma, col declino e la successiva caduta di Napoleone, nel 1814 l'opera fu abbandonata. Già all'inizio dei lavori però si accese un dibattito che vide un insigne matematico e idraulico, Teodoro Bonati di Bondeno, avvedutamente sostenere la scarsa utilità di immettere le acque del Cavo nel fiume Panaro, vista la frequentissima concomitanza delle piene dei due corsi d'acqua. Tanto era lucida l'opposizione dell'ingegnere bondenese al Comitato presieduto da Napoleone, che alla ripresa dei lavori, avvenuta 150 anni dopo, le modifiche apportate erano in piena sintonia con le considerazioni e le valutazioni di Bonati. 
Immagine del cavo napoleonico come realizzato nel 1964 (a sinistra).

Immagine del 1964 del sorvolo dell' intero tratto del Cavo Napoleonico a lavori ultimati. Da sinistra: Sergio La Sorda, Bruno Cassarini e Guido Bernardi, membri dell' Ufficio Speciale del Genio Civile per il Reno

Fu solo nel decennio 1954-1963 che l'opera fu ripresa, in risposta alle esondazioni avvenute a Gallo di Poggio Renatico nel 1949 e nel 1951. In particolare nell'anno 1964 sono stati ultimati dall'Ufficio Speciale del Genio Civile per il Reno di Bologna i lavori che hanno condotto il Cavo contro l'argine destro del Po, in località Salvatonica di Bondeno, utilizzando la struttura come invaso. Successivamente nel 1966, l'Ufficio del Genio Civile di Ferrara, con il taglio dell'argine destro del fiume Po, ha concretizzato l'idea che diede origine ai lavori del 1807. L'opera è risultata quindi più vasta ed imponente di quanto progettato in epoca napoleonica, ma il nome dell'imperatore francese fu mantenuto per ragioni storiche.
Se nella funzione primaria di Scolmatore, il Cavo Napoleonico, ha un'origine piuttosto antica, la funzione secondaria di alimentatore estivo del Canale Emiliano Romagnolo venne impostata alla metà degli anni '60 del XX secolo. Il Canale Emiliano Romagnolo, iniziato nel 1956, non è stato ancora completamente ultimato fino al suo previsto sbocco nel fiume Uso.